# Tom Adair
Pour les articles homonymes, voir Adair.
Tom Adair est un scénariste et compositeur américain né le 15 juin 1913 à Newton, Kansas (États-Unis), décédé le 24 mai 1988 à Honolulu (États-Unis).

## Filmographie

### comme scénariste
- 1987 : This Is Your Life (TV)
- 1977 : The Mouseketeers at Walt Disney World (TV)
- 1978 : NBC Salutes the 25th Anniversary of the Wonderful World of Disney (TV)

### comme compositeur
- 1952 : This Is Your Life (série télévisée)
- 1954 : Disneyland (série télévisée)
- 1956 : The Tennessee Ernie Ford Show (série télévisée)
- 1957 : Disneyland: The Fourth Anniversary Show (TV)
- 1958 : The Ann Sothern Show (série télévisée)
- 1961 : Adèle ("Hazel") (série télévisée)
- 1977 : The Mouseketeers at Walt Disney World (TV)
- 1985 : Mago de Oz Cuento de Frank Baum (TV)